# Morti nel 1716
| Questa pagina contiene informazioni ricavate automaticamente dalle voci biografiche con l'ausilio del template Bio e di un bot. L'aggiornamento è periodico e automatico e ricostruisce completamente la pagina. Se manca una persona in questa lista, sei pregato di non aggiungerla, ma accertati piuttosto che la sua voce biografica contenga il template Bio e che i dati anagrafici siano correttamente compilati. Se il template Bio manca, inseriscilo tu stesso o, in alternativa, metti l'avviso {{tmp\|Bio}} che ne segnala la mancanza. Se i dati riportati sono sbagliati, correggi direttamente la voce biografica; le modifiche saranno visibili in questa lista entro pochi giorni. Per chiarimenti vedi il progetto biografie. La lista contiene solo le 87 persone che sono citate nell'enciclopedia e per le quali è stato implementato correttamente il template Bio. Pagina aggiornata al 10 ago 2025. |

## Gennaio(5)
- 1º gennaio - Maria Casimira Luisa de la Grange d'Arquien, regina (n. 1641)
- 4 gennaio - Giacomo Perinetti, stuccatore italiano
- 9 gennaio - Giovanni Antonio II di Eggenberg, nobile boemo (n. 1669)
- 15 gennaio - Louisa Berkeley, contessa di Berkeley, nobildonna inglese (n. 1694)
- 24 gennaio - Antonio Maria Ferri, architetto italiano (n. 1651)

## Febbraio(5)
- 2 febbraio - Johanna Theresia Lamberg, nobildonna austriaca (n. 1639)
- 3 febbraio - Giuseppe Alberti, pittore, architetto e presbitero italiano (n. 1640)
- 4 febbraio - Maria Teresa del Liechtenstein, principessa austriaca (n. 1650)
- 19 febbraio - Dorothe Engelbretsdatter, scrittrice norvegese (n. 1634)
- 22 febbraio - Caterina Biancolelli, attrice teatrale italiana (n. 1665)

## Marzo(9)
- 3 marzo - Michele Pio Fasoli, presbitero italiano (n. 1676)
- 3 marzo - Giulio Finocchi, religioso e storico italiano (n. 1639)
- 3 marzo - Samuele Marzorati, presbitero italiano (n. 1670)
- 3 marzo - Liberato Weiss, presbitero tedesco (n. 1675)
- 9 marzo - Cesare Antonio Vergara, numismatico italiano (n. 1669)
- 13 marzo - Giovanni Antonio Andreoni, gesuita italiano (n. 1649)
- 14 marzo - Maria Bertoletti, italiana
- 15 marzo - Franz Ferdinand von Rummel, vescovo cattolico austriaco (n. 1644)
- 23 marzo - Francisco Antonio Fernández de Velasco y Tovar, politico e militare spagnolo (n. 1649)

## Aprile(7)
- 11 aprile - Christian Knaut, botanico e bibliotecario tedesco (n. 1656)
- 13 aprile - Arthur Herbert, I conte di Torrington, militare inglese (n. 1648)
- 15 aprile - Anne Churchill, nobile britannica (n. 1683)
- 21 aprile - Louis-Armand de Lom d'Arce barone di Lahontan, militare, viaggiatore e scrittore francese (n. 1666)
- 22 aprile - Jacques Savary des Brûlons, funzionario e scrittore francese (n. 1657)
- 26 aprile - John Somers, giurista e politico britannico (n. 1651)
- 28 aprile - Luigi Maria Grignion de Montfort, presbitero francese (n. 1673)

## Maggio(4)
- 5 maggio - Antonio Lante Montefeltro della Rovere, II duca di Bomarzo, nobile italiano (n. 1648)
- 5 maggio - Paolo Pagani, pittore italiano (n. 1655)
- 11 maggio - James Drummond, I duca di Perth, nobile e politico scozzese (n. 1648)
- 11 maggio - Francesco de Geronimo, gesuita italiano (n. 1642)

## Giugno(6)
- 5 giugno - Roger Cotes, matematico inglese (n. 1682)
- 8 giugno - Giovanni Guglielmo del Palatinato, nobile (n. 1658)
- 18 giugno - Natal'ja Alekseevna Romanova, drammaturga russa (n. 1673)
- 19 giugno - Tokugawa Ietsugu, militare giapponese (n. 1709)
- 22 giugno - Matteo Muscella, vescovo cattolico italiano (n. 1652)
- 28 giugno - George FitzRoy, I duca di Northumberland, nobile, generale e politico inglese (n. 1665)

## Luglio(8)
- 3 luglio - Philipp Sigmund von Dietrichstein, nobile e politico austriaco (n. 1651)
- 4 luglio - Giovanni Canti, pittore italiano (n. 1653)
- 5 luglio - Giuseppe Beccarelli, religioso italiano (n. 1666)
- 13 luglio - Antonio Zucchelli, missionario, viaggiatore e scrittore italiano (n. 1663)
- 14 luglio - Edward Lee, I conte di Lichfield, nobile e politico britannico (n. 1663)
- 15 luglio - Gaetano Veneziano, compositore italiano (n. 1656)
- 20 luglio - Ogata Kōrin, pittore e artigiano giapponese (n. 1658)
- 26 luglio - Paolo Alessandro Maffei, antiquario e scrittore italiano (n. 1653)

## Agosto(2)
- 5 agosto - Silahdar Damat Ali Pascià, militare ottomano (n. 1667)
- 20 agosto - Tommaso Maria Ferrari, cardinale italiano (n. 1649)

## Settembre(2)
- 5 settembre - Gaetano Francesco Caetani, IX duca di Sermoneta, nobile italiano (n. 1656)
- 14 settembre - Antimo d'Iberia, teologo, filosofo e vescovo ortodosso georgiano

## Ottobre(6)
- 1º ottobre - Giovanni Battista Bassani, organista, violinista e compositore italiano
- 10 ottobre - Antonio Egon di Fürstenberg, principe (n. 1654)
- 16 ottobre - Domenico Guardi, pittore italiano (n. 1678)
- 17 ottobre - Anne Hamilton, III duchessa di Hamilton, nobildonna scozzese (n. 1631)
- 27 ottobre - Miklós Bethlen, politico e scrittore ungherese (n. 1642)
- 28 ottobre - Stephen Fox, politico inglese (n. 1627)

## Novembre(6)
- 2 novembre - Engelbert Kaempfer, naturalista, botanico e viaggiatore tedesco (n. 1651)
- 4 novembre - Leopoldo Giovanni d'Asburgo, principe (n. 1716)
- 14 novembre - Gottfried Wilhelm von Leibniz, filosofo, matematico e scienziato tedesco (n. 1646)
- 16 novembre - Pierre Le Pautre, architetto, disegnatore e incisore francese (n. 1652)
- 18 novembre - Francesco Baldovini, poeta italiano (n. 1634)
- 23 novembre - Pierre Bullet, architetto francese (n. 1639)

## Dicembre(5)
- 7 dicembre - George Gordon, I duca di Gordon, nobile scozzese (n. 1649)
- 13 dicembre - Charles de La Fosse, pittore francese (n. 1636)
- 20 dicembre - Antonio Günther II di Schwarzburg-Sondershausen-Arnstadt, nobile (n. 1653)
- 20 dicembre - Pietro da Pietri, pittore italiano (n. 1663)
- 23 dicembre - Matteo Alberti, architetto italiano (n. 1660)

## Senza giorno specificato(22)
- Thomas Allgood, inventore e decoratore inglese (n. 1640)
- Johann Aegidius Bach, organista, violinista e direttore d'orchestra tedesco (n. 1645)
- Filippo Caffieri, ebanista e scultore italiano (n. 1634)
- Francesco Castiglione, pittore italiano (n. 1641)
- Francisco Castillo Fajardo, Marchese di Villadarias, generale spagnolo (n. 1642)
- Juan Correa, pittore messicano (n. 1646)
- Stefano Erardi, pittore maltese (n. 1630)
- Andrew Fletcher, politico scozzese (n. 1655)
- Jakob Gronov, filologo classico olandese (n. 1645)
- Juan de Ulibarrí, militare e esploratore spagnolo (n. 1670)
- Justus van Huysum I, pittore e disegnatore olandese (n. 1659)
- Carlo Gaudenzio Mignocchi, pittore italiano (n. 1666)
- Andrea Monticelli, pittore italiano (n. 1640)
- Mustafa Naima, storico ottomano (n. 1655)
- Domenico Antonio Parrino, editore, attore teatrale e storico italiano (n. 1642)
- Pietro Francesco Garoli, pittore e architetto italiano (n. 1638)
- Jérôme Raveneau de Lussan, pirata e avventuriero francese (n. 1663)
- Jean Jacques Rippert, francese
- Angelo Solimena, pittore italiano (n. 1629)
- Sante Vandi, pittore italiano (n. 1653)
- William Wycherley, commediografo inglese (n. 1640)
- Francisco de Benavides, conte (n. 1640)